# Rajecké Teplice
Rajecké Teplice (em alemão: Bad Rajetz; húngaro: Rajecfürdő) é uma cidade da Eslováquia, situada no distrito de Žilina, na região de Žilina. Tem 11,85 km² de área e sua população em 2018 foi estimada em 3.017 habitantes.

## Demografia
| Ano:        | 1994 | 2004   | 2014   | 2024   |
| ----------- | ---- | ------ | ------ | ------ |
| Broj ljudi: | 2597 | 2728   | 2948   | 2833   |
| Razlika:    |      | +5,04% | +8,06% | -3,90% |

| Ano:               | 2023 | 2024   |
| ------------------ | ---- | ------ |
| Número de pessoas: | 2847 | 2833   |
| Diferença:         |      | -0,49% |